# Балка Успеновская
Балка Успеновская (укр. Балка Успенівська) — ландшафтный заказник местного значения. Один из объектов природно-заповедного фонда Запорожской области. Общая площадь — 62,9 га. Заказник расположен в Пологовском районе на территории Пологовской территориальной общины, в 3,5 км северо-восточнее села Работино.
На территории заказника обитают представители животного мира, занесённые в Красную книгу Украины, а именно:
- полевой конёк;
- обыкновенный конюк;
- степная гадюка.

Растительность преобладает луговая и степная:
- кострец;
- тимофеевка луговая;
- осока острая;
- мятлик луговой;
- шалфей мутовчатый;
- тимьян маршалла;
- астрагал;
- брандушка разноцветная.

## История
Ландшафтный заказник местного значения «Балка Успеновская» был объявлен решением Запорожского областного совета шестого созыва № 30 от 28 марта 2013 г..

## Описание
Целью создания заказника являлось сохранение ландшафтного и биологического разнообразия, поддержание экологического равновесия, рациональное использование природных и рекреационных ресурсов области. Он имеет особое природоохранное, эстетическое и познавательное значение.